# Albanais (peuple)
Pour les articles homonymes, voir Albanais (homonymie).
En français le terme Albanais désigne :
- selon la Constitution de l'Albanie, le droit du sol et le droit international, les citoyens de l’Albanie et eux seuls, quelles que soient leurs langues, origines et traditions culturelles[5] ;
- selon la définition ethnique, le droit du sang et l'appartenance linguistique et culturelle, le groupe ethnique indo-européen qui s’auto-désigne en albanais Shqiptarët[6], et qui vit majoritairement en Albanie et au Kosovo, mais aussi à l’ouest de la Macédoine du Nord, au sud de la Serbie et du Monténégro, ainsi qu’en Grèce. Certaines études linguistiques et génétiques montrent que ce groupe ethnique descend majoritairement d’une population paléo-balkanique survivante, aborigène dans les Balkans, qui a connu une croissance démographique significative entre 500 et 800 environ de notre ère, peut-être après un goulet d’étranglement démographique. Contrairement au reste des Balkans, les Albanais ont connu peu d’influences de la part des populations slaves environnantes et ont maintenu des niveaux élevés d’ascendance liée à l’âge du bronze et à l’âge du fer des Balkans occidentaux.

Une diaspora albanaise s’est constituée à partir du Moyen Âge, sous la pression de facteurs économiques, d’événements socio-politiques et de persécutions religieuses : un nombre important d’albanophones chrétiens a émigré vers l’Italie (Arberèches), la Grèce (Arvanites) ou les principautés danubiennes (Arnaoutes). Depuis le XXe siècle, les plus grandes communautés sont situées en Allemagne, en Argentine, en Australie, au Canada, aux États-Unis, en Italie, en Roumanie, en Suisse en Ukraine et en Turquie.

## Histoire
Retracer les origines des Albanais et de leur langue pose des difficultés importantes pour plusieurs raisons : très peu de sources historiques donnent des indications concernant la composition ethnique et linguistique du sud-ouest des Balkans pendant la transition de l'Antiquité tardive à l'époque médiévale (500-1000 de notre ère), et aucune ne mentionne une population de langue albanaise sur le territoire de l'Albanie moderne.
Des locuteurs de langues helléniques, romanes et slaves semblent avoir habité au VIIIe siècle ce qui est aujourd'hui l'Albanie et le Kosovo, mais aussi plus largement au centre de la péninsule des Balkans : dans ce périmètre, les Albanais sont mentionnés pour la première fois dans les archives historiques au XIe siècle : le plus ancien document écrit mentionnant leur langue date, lui, de 1462 de notre ère.

## Génétique
Génétiquement, les Albanais modernes descendent des populations des Balkans occidentaux de l’époque romaine, avec un mélange supplémentaire de groupes apparentés aux Slaves. Remarquablement, l’ascendance paternelle albanaise montre une continuité avec les populations balkaniques de l’âge du bronze, y compris celles connues sous le nom d’Illyriens. Ainsi, 80 % de l’ascendance paternelle des Albanais modernes provient de populations antérieures à la période des Grandes migrations.
Il est probable que l'ascendance slave soit entrée dans la population albanaise via un profil d'ascendance lié aux Slaves du Sud modernes, plutôt qu'aux populations originelles balto-slaves non mélangées. Concernant les origines d'un tel mélange lié au slave du sud dans les populations albanaises post-médiévales et modernes, les sources de Slaves du sud du nord-ouest (Croatie, Monténégro, Serbie) sont les plus fortement étayées, en accord avec les données historiques et linguistiques.
Les trois haplogroupes du chromosome Y les plus fréquents parmi les Albanais sont le E-V13, R1b et J2b-L283.
Le E-V13 est le sous-clade européen le plus courant du E1b1b1a (E-M78) et représente environ 27 à 35 % de tous les hommes albanais, culminant au Kosovo (~ 40%). La distribution actuelle de cette lignée pourrait être le résultat de plusieurs expansions démographiques des Balkans, telles que celle associée à l'âge du bronze balkanique, et plus récemment, à l'époque romaine avec la soi-disant « montée de la soldatesque illyrienne »,,,,. Bien qu’il s’agisse de l’un des haplogroupes les plus fréquents dans les populations modernes des Balkans, les origines de l’E-V13 demeurent énigmatiques. La première mention de cet haplogroupe parmi les groupes historiquement attestés se trouve en Bulgarie au cours de l’âge du bronze-âge du fer, suggérant une association avec le peuple connu sous le nom de « Thraces ». Au début de l'ère romaine, l'E-V13 a probablement connu une augmentation démographique significative, car il apparaît à des fréquences moyennes à élevées dans des régions où, au cours des âges du bronze et du fer précédents, il était soit très rare (Croatie, Hongrie), soit totalement absent (Serbie). Cette association de l'expansion de l'E-V13 avec les populations du sud-est des Balkans du monde thrace semble corroborer les documents historiques de la fin de l’Empire romain qui mentionnent la présence de groupes « thraces » connus sous le nom de « Bessi » dans tous les Balkans jusqu'au VIe siècle de notre ère.
R1b-M269 représente environ un cinquième des hommes albanais, principalement sous les clades R-Z2103 et R-PF7562. Elle est liée à l'introduction des langues indo-européennes dans les Balkans,. Le plus ancien échantillon R1b (> R-RPF7562) dans les régions historiquement habitées par les Albanais a été trouvé dans des spécimens datés de l'Âge du bronze ancien (EBA) à Çinamak, au nord de l'Albanie, 2663-2472 calBCE (4045±25 BP, PSUAMS-7926),. Sur le même site à l'âge du fer, la moitié des hommes étaient porteur du R-M269 (R-CTS1450 x1).
La lignée paternelle la plus fréquente parmi les populations de la culture Yamna, R1b-Z2103, est représentée dans les anciens Balkans par l'haplogroupe fille R1b-CTS7556, qui a été trouvé pour la première fois dans un contexte culturel Maros en Serbie, suggérant une migration directe de groupes liés aux Yamnas vers la plaine de Pannonie. À son tour, le clade descendant principal de R1b-CTS7556 est R1b-CTS1450, dont les diverses lignées filles apparaissent dans les populations de l'âge du bronze et du fer du nord-est de l'Albanie (Çinamak) et de la Macédoine du Nord. Des lignées R1b-CTS1450 directement ancestrales de l'haplogroupe R1b-BY611> Z2705 (qui comprend aujourd'hui presque exclusivement des Albanais) ont été trouvées dans des spéciments de l'âge du bronze et du fer à Çinamak.
J2b-L283 représente 14 à 18 % des hommes albanais. Il culmine dans le nord de l'Albanie. Le plus ancien échantillon J-L283 (> J-Z597) en Albanie a été trouvé chez un spécimen datant de l'âge du bronze moyen (MBA) Shkrel dès le XIXe siècle av. J.-C. Il s'est d'abord répandu du nord-ouest des Balkans vers le sud pendant le début de l'âge du bronze et l'âge du bronze moyen avec des cultures comme Cetina (Dalmatie) et des groupes dérivés de Cetina qui ont produit la plupart des échantillons J-L283 dans l'Antiquité. Dans une étude de 2022, J-L283 et son clade paternel J-M241 ont été trouvés dans trois des sept échantillons dauniens. À Çinamak (nord de l'Albanie) durant l'âge du fer, la moitié des échantillons appartenaient à J-L283,,. L'haplogroupe J2b-Z600 (15 %) dérive de sa lignée parentale J2b-L283 vers 3 500-3 000 avant notre ère. L'échantillonnage actuel suggère que J2b-Z600 était absent du Chalcolithique européen. Il apparaît brusquement à l'âge du bronze serbe (2100-1800 avant notre ère) dans un contexte culturel Maros, aux côtés de la sous-clade parente de R1b-BY611. Cela place deux des lignées paternelles les plus fréquentes des Albanais dans les Balkans du centre-ouest au début de l'âge du bronze. L'haplogroupe J2b-Z600 a connu un effet fondateur majeur et une diversification dans les anciennes populations de la côte adriatique (Albanie, Croatie, Monténégro), où il représente 50 à 70 % de toutes les lignées paternelles au cours de l'âge du bronze et de l'âge du fer. Il a été trouvé dans des échantillons associés aux cultures archéologiques des Balkans occidentaux, notamment celles de Mureş, Cetina, japodienne et liburnienne.
Les Albanais modernes de Tirana tirent 25 à 48 % de leur ascendance d'une source liée aux Slaves méridionaux. Cette contribution ascendante est deux à trois fois supérieure à la fréquence des haplogroupes du chromosome Y associés aux Slaves du sud (R1a-M417, I2a-M423) dans la population albanaise moderne (15 %), ce qui suggère qu'un mélange lié aux Slaves pourrait s'être produit essentiellement par les femmes, comme cela a été démontré dans la Serbie du Xe siècle. Ces résultats sont en accord avec les données anthropologiques et historiques soutenant une culture fortement patrilinéaire et centrée sur la parenté parmi les Albanais jusqu'au début des temps modernes. D'une manière générale, les Albanais modernes présentent des niveaux très variables d'ascendance slave. Cette variabilité indique des interactions historiques complexes avec les populations slaves du sud, comme le suggèrent la toponymie et la linguistique.

## Langue illyrienne et langue albanaise

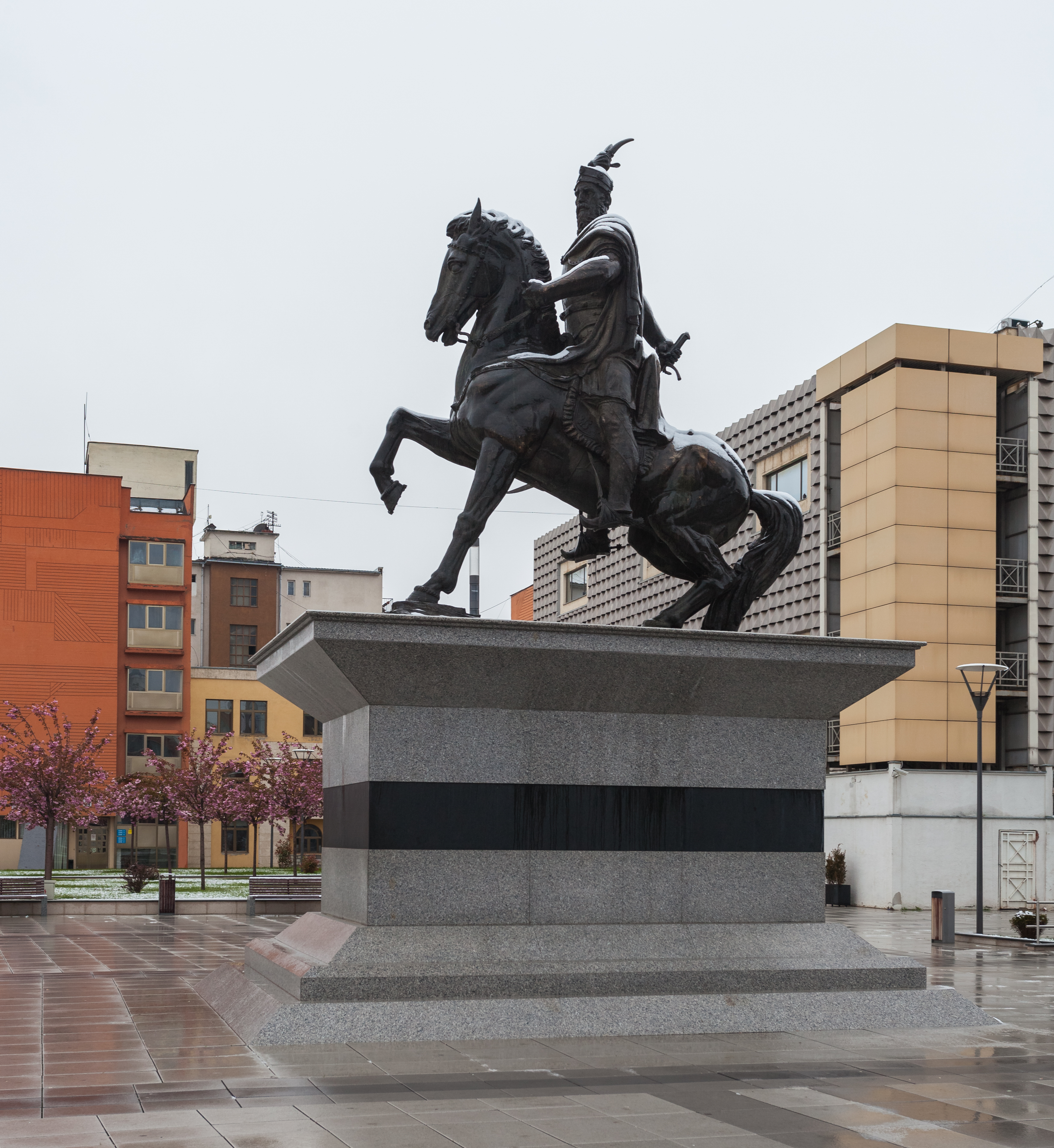
Statue equestre de Skanderbeg à Pristina (Kosovo).

On a longtemps considéré l'albanais comme une langue indo-européenne isolée, du fait que la langue antique dont il descend nous était inconnue et que tant sa phonologie que sa grammaire sont à un stade d'évolution atypique de l'indo-européen. L'albanais a pourtant de nombreuses caractéristiques communes avec les langues géographiquement voisines, avec lesquelles il forme l'union linguistique balkanique. Comme en grec, certains termes sont pré-indoeuropéens comme kok (« tête »), sukë (« colline »), derr (« cochon »), que le paléolinguiste et bascologue Michel Morvan rapproche du pré-occitan kuk, suk (« hauteur ») ou du basque zerri (« porc »).
L'albanais appartient à l'ensemble thraco-illyrien des langues indo-européennes. Cet ensemble est géographique plutôt que linguistique, mais l'albanais, langue « satem », comprend des éléments issus des deux branches, illyrienne (« satem ») et thrace (« centum »), langues mortes très peu documentées qui ne permettent pas que l'on détermine avec précision sa position dans l'ensemble.
Mais comme l'illyrien appartient au même groupe de langues indo-européennes que l'albanais (classé comme formant un groupe de langues indo-européennes à lui seul parmi les langues indo-européennes d'aujourd'hui) les philologues protochronistes en déduisent que l'albanais descend « directement et exclusivement » de l'illyrien. Le rapprochement entre l'albanais et l'illyrien a été fait dès 1709 par Gottfried Wilhelm Leibniz, qui appelle l'albanais « la langue des anciens Illyriens ». Plus tard, le linguiste Gustav Meyer (1850-1900) déclara : « Appeler les Albanais les nouveaux Illyriens est aussi juste que d'appeler les Grecs actuels "Grecs modernes". » La langue albanaise constituait pour lui l'étape la plus récente de l'un des dialectes illyriens. Les indo-européanistes modernes, par contre, ne souscrivent guère à l'hypothèse d'une filiation immédiate. Beaucoup de linguistes actuels soutiennent que l'albanais descend de l'illyrien et la parenté directe entre les deux langues est également admise dans divers ouvrages historiques. On avance même parfois l'hypothèse que la frontière linguistique entre les dialectes guègue et tosque trouverait son origine dans la limite entre les domaines des dialectes épirote et « illyrien proprement dit » de l'illyrien. À l'appui de ces théories, on mentionne que quelques anthroponymes albanais actuels sembleraient également avoir leur correspondant illyrien : c'est ainsi qu'à l'albanais Dash (« bélier ») correspondrait l'illyrien Dassius, Dassus, de même l'albanais Bardhi (« blanc ») correspondrait à Bardus, Bardullis, Bardyllis,. Quelques ethnonymes de tribus illyriennes sembleraient aussi avoir leur correspondant albanais : c'est ainsi que le nom des Dalmates correspondrait à l'albanais Delmë (« brebis ») ; de même le nom des Dardaniens correspondrait à l'albanais Dardhë (« poire, poirier »). Mais l'argument principal en faveur de cette thèse, officielle durant la période communiste, est géographique : les zones où est parlé l'albanais correspondent à une extrémité orientale du domaine « illyrien ».
Conformément aux positions protochronistes, en 2012 une étude du New York Times classa l'Albanais comme l'une des plus anciennes langues d'Europe apparu au même moment que le grec et l'arménien et conclut que les langues albanaise et illyrienne sont issues « directement » l'une de l'autre. L'appartenance de l'albanais et de l'illyrien au groupe linguistique « satem » semble renforcer cette hypothèse.
Si la parenté albano-illyrienne n'est contestée par personne, en revanche l'évolution « en ligne directe » l'est. Pour déterminer les liens exacts que l'albanais entretient avec les autres langues indo-européennes, il a fallu reconstruire l'histoire de son phonétisme, afin d'isoler son fond lexical ancien des emprunts aux langues voisines. Sur cette base, on a pu clairement démontrer, dans une perspective paléolinguistique ou phylogénétique, que l'existence d'un lexique commun à l'aroumain, au roumain (langues romanes orientales) et à l'albanais, ainsi que la toponymie côtière de l'Albanie, montrent une origine partiellement thrace (peut-être carpienne) des ancêtres des Albanais, qui auraient initialement évolué plus à l'est qu'aujourd'hui, dans les actuelles Macédoine du Nord et Serbie méridionale, au contact des aires linguistiques illyrienne et thrace (voir notamment les travaux de Walter Porzig, Eqrem Çabej, Eric Hamp, Petro Zheji et d'autres). L'existence en albanais de mots empruntés au roman oriental balkanique et en roumain de mots de substrat apparentés à des mots albanais, semble renforcer cette seconde hypothèse, que les protochronistes contestent.

## Personnalités
- Skanderbeg
- Gjon Buzuku
- Clément XI
- Lekë Dukagjini
- Ibrahim Rugova
- Lütfi Pacha
- Ali Pacha de Janina
- Bekim Fehmiu
- Isa Boletini
- Zog Ier
- Fan Noli
- Enver Hoxha
- Ismaïl Kadaré
- Ernesto Sábato
- Mère Teresa
- Inva Mula
- James Belushi
- John Belushi
- Rita Ora
- Dua Lipa
- Bebe Rexha
- Lorik Cana
- Era Istrefi
- Eliza Dushku
- Edi Rama
- Adem Jashari
- Behgjet Pacolli
- Mahmut Ferati
- Sabri Fejzullahu
- Anna Hoxha
- Ismail Qemali
- Adnan Januzaj
- Xherdan Shaqiri
- Granit Xhaka
- Sali Berisha
- Almir Jashari
- Bashkim Memushaj

## Répartition
Environ 55 % des Albanophones actuels vivent en Albanie, 25 % au Kosovo, 10 % en Macédoine du Nord et 10 % dans la diaspora, souvent ancienne, répartie sur de nombreux autres pays, notamment dans les pays voisins de l'Albanie : l'Italie, la Turquie et la Grèce ; mais si l'on compte comme « Albanais » tous les Italiens (« Arberèches »), les Grecs (« Arvanites ») et les Turcs d'origine albanaise passés respectivement à l'italien, au grec et au turc, les proportions changent et il y a dans ce cas plus d'Albanais dans la diaspora qu'en Albanie, Kosovo et Macédoine.
En Turquie, estimer le nombre d'Albanais est devenu impossible car ils ne sont pas décomptés comme tels dans les recensements : cette population est de nos jours totalement assimilée aux autres Turcs, et seule une faible minorité comprend encore l'albanais. Le chiffre de 7 500 000 descendants d'Albanais en Turquie, avancé par les sources nationalistes est invérifiable, mais l'on reconnait parfois un descendant turc d'Albanais à son patronyme. La Turquie, pour des raisons de proximité religieuse, reste le premier pays de la diaspora albanaise musulmane, localisée surtout à Istanbul, en Thrace orientale et sur les côtes nord et ouest de la Turquie.

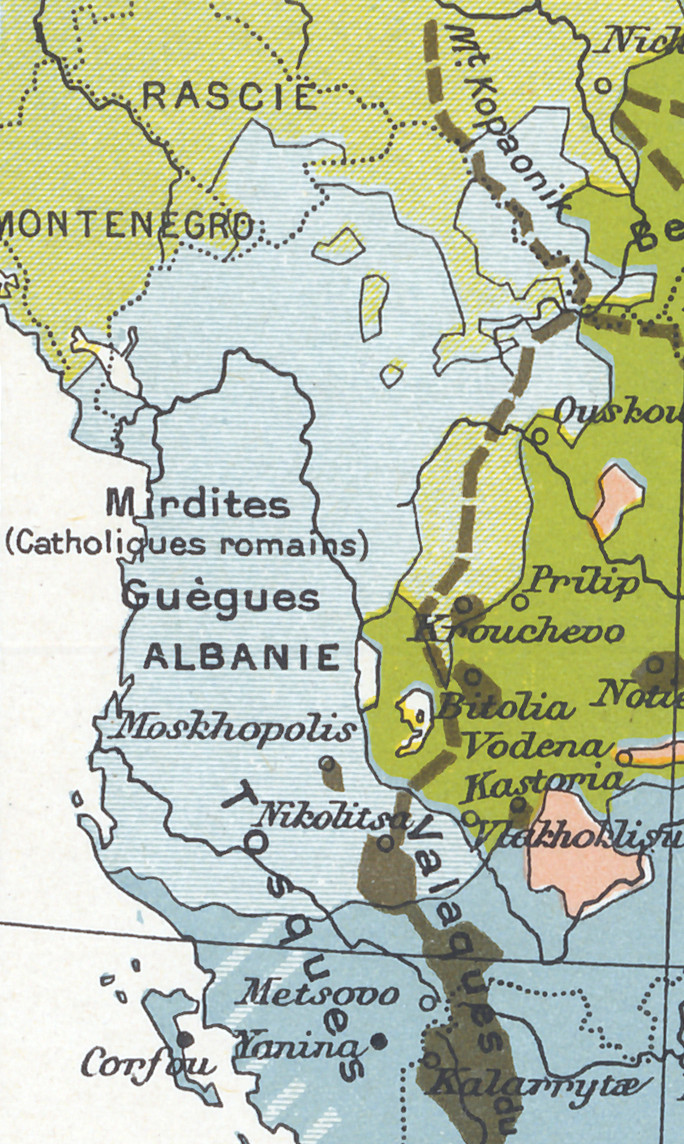
Carte ethno-linguistique de 1913.
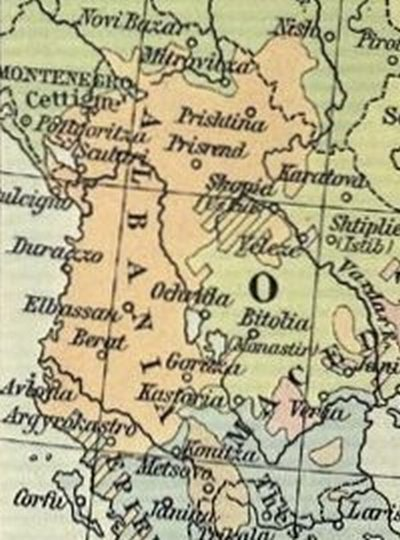
Carte ethno-linguistique de 1911.
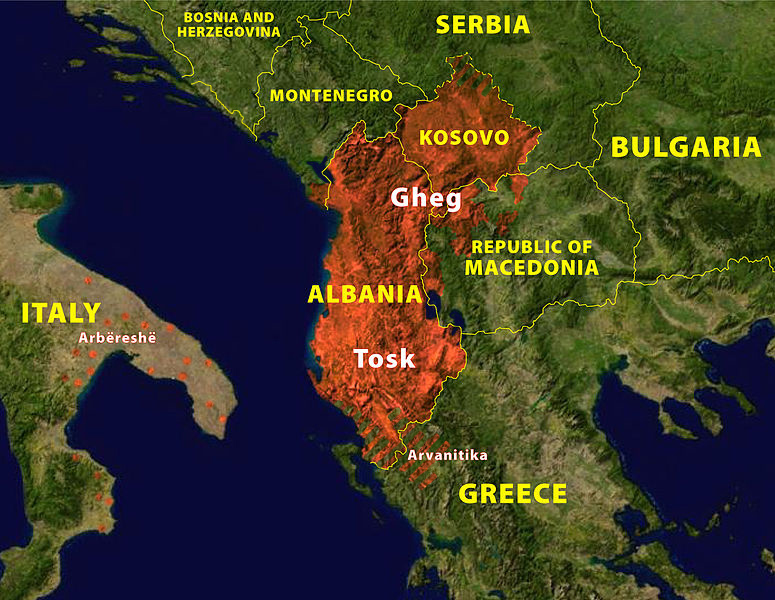
La langue albanaise dans les Balkans centraux.
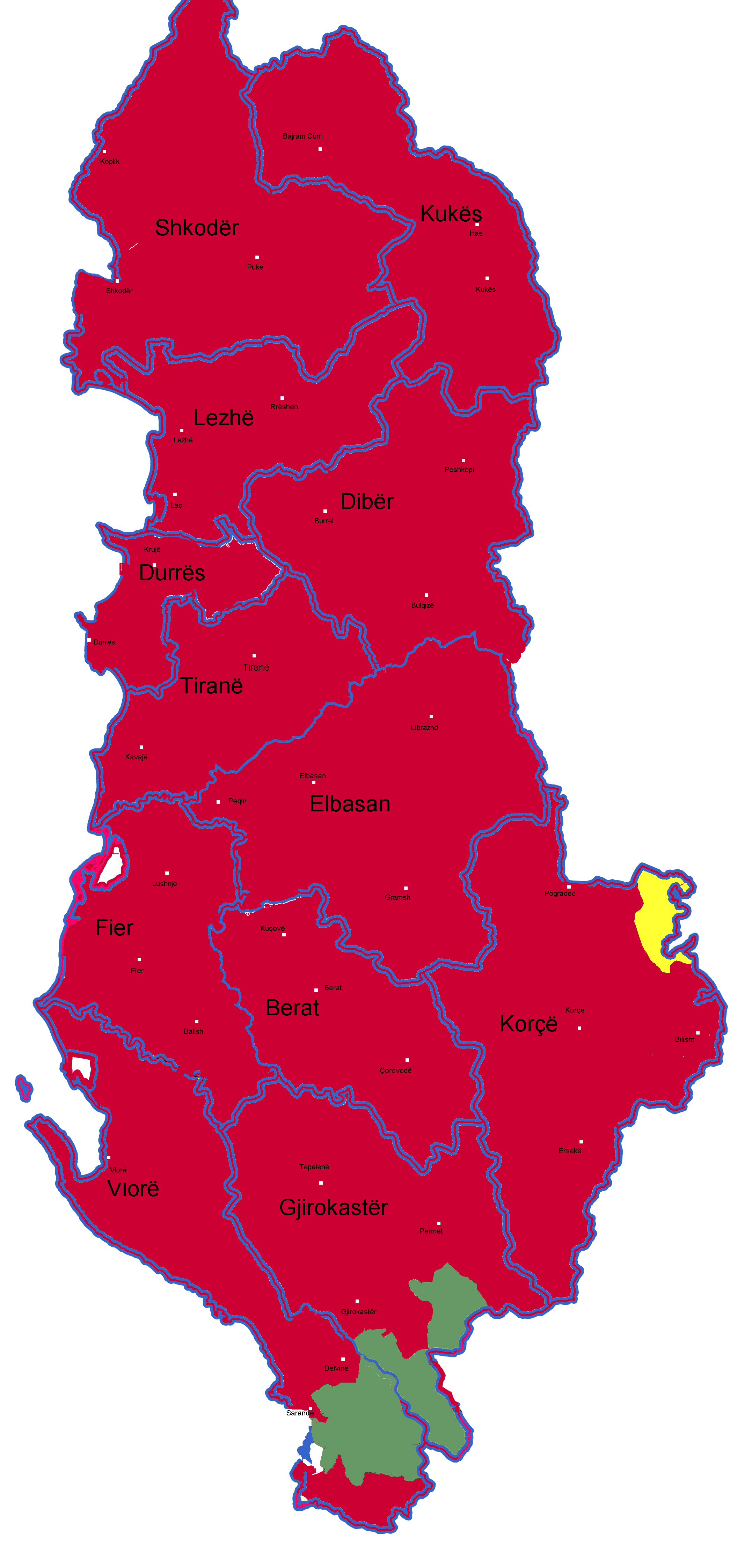
Composition ethnique de l'Albanie en 1989 (en vert les arrondissement à majorité hellénophone, en jaune à majorité slavophone).
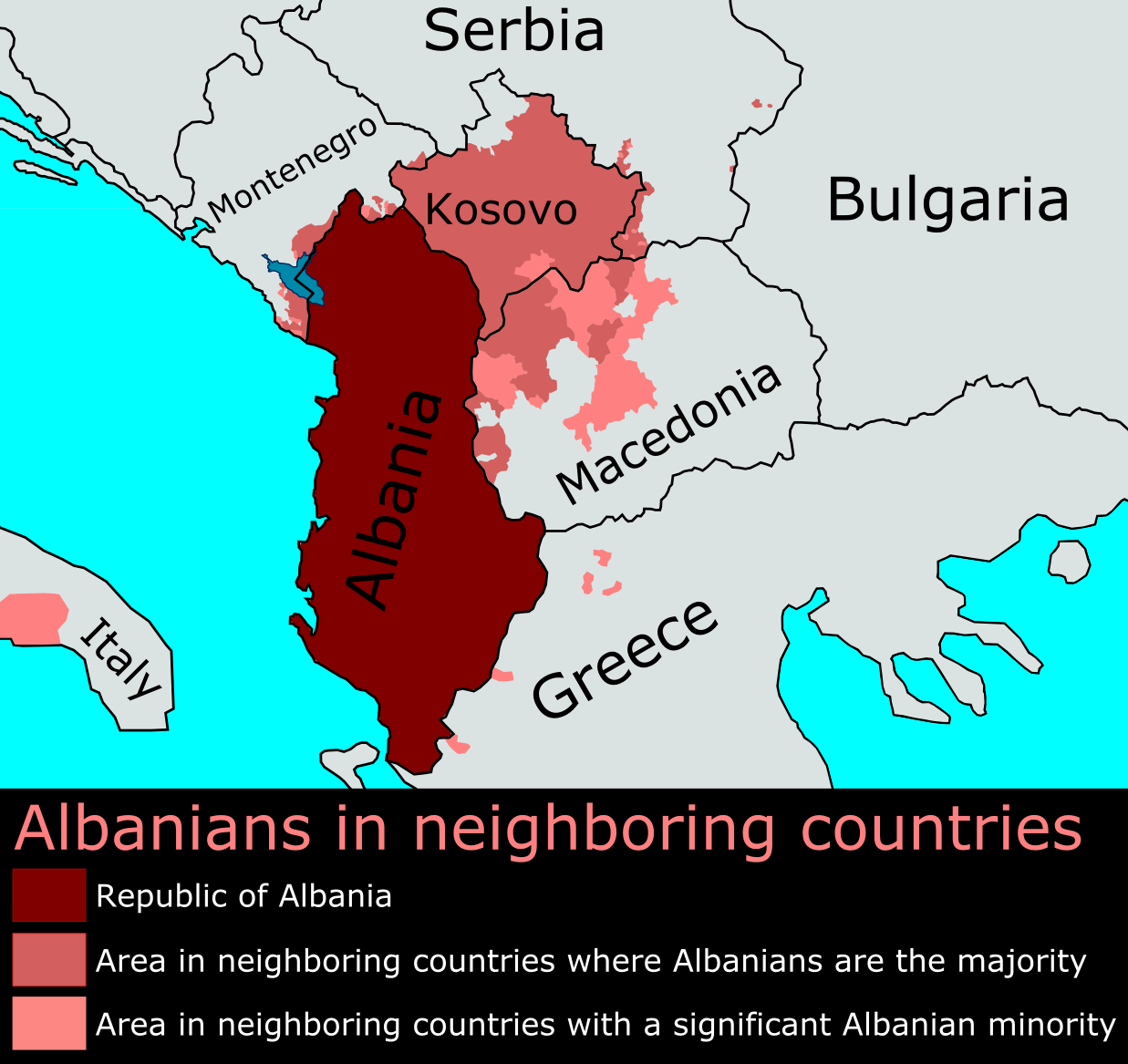
Proportion d'albanophones en Albanie et dans le voisinage.
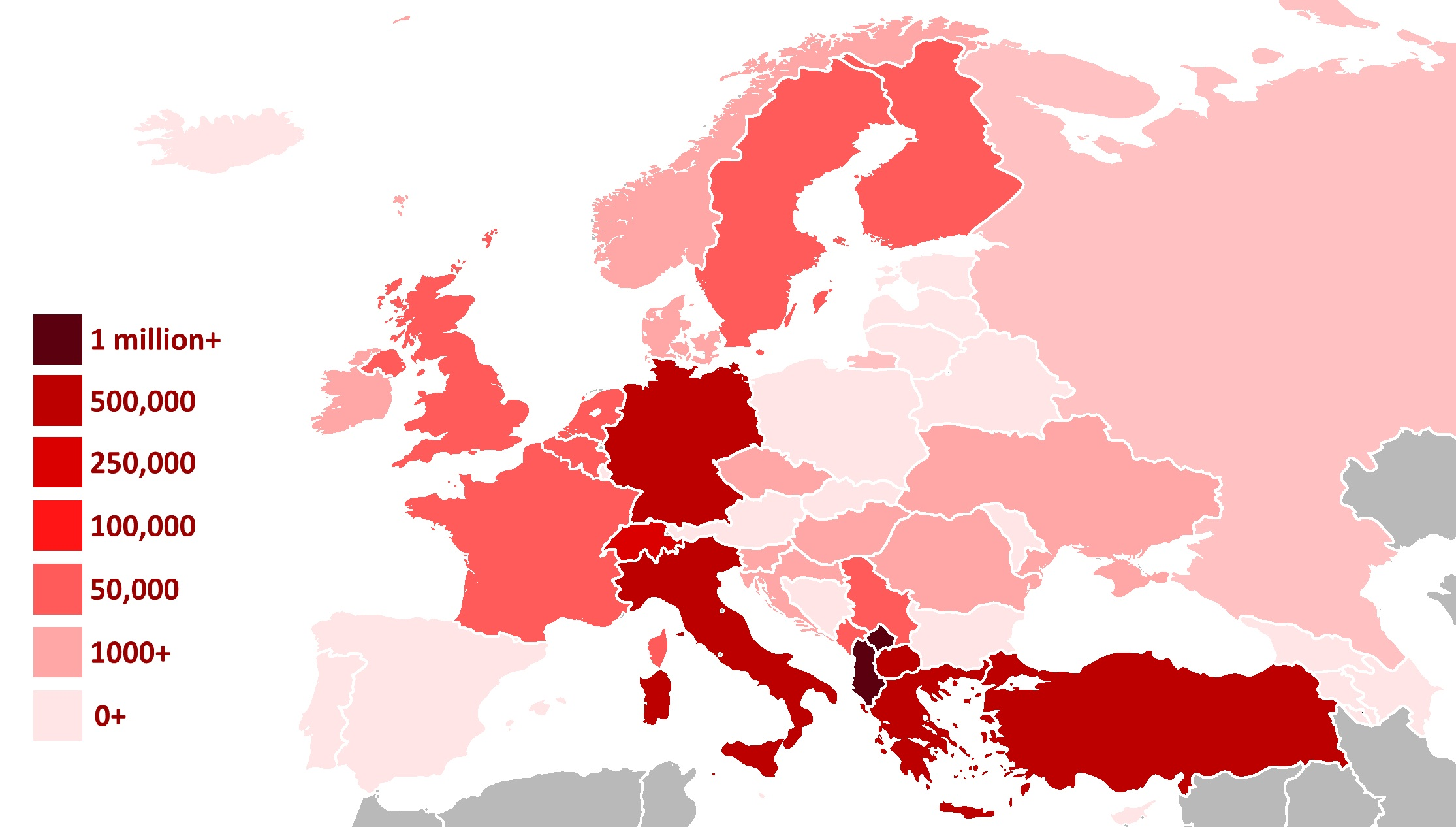
Diaspora albanaise en Europe.

## Représentation à l'époque romantique
Au début du XIXe siècle, les Albanais servaient dans l'armée ottomane, et il existe de nombreuses descriptions de voyageurs sur leur apparence et leur vaillance. Les guerriers albanais étaient un sujet de prédilection pour les artistes romantiques, et Lord Byron ainsi que Franz Nopcsa choisirent d'être représentés en costume albanais, Byron dans son célèbre portrait de Thomas Phillips. Le peintre français Alexandre-Gabriel Decamps a voyagé en Grèce, en Albanie et en Turquie en 1827-1828. Ses toiles et aquarelles exposées au Salon de Paris à partir de 1831, furent très appréciées et il devint à l'époque presque aussi célèbre que le peintre romantique plus connu, Eugène Delacroix.

Peintures d'Alexandre-Gabriel Decamps
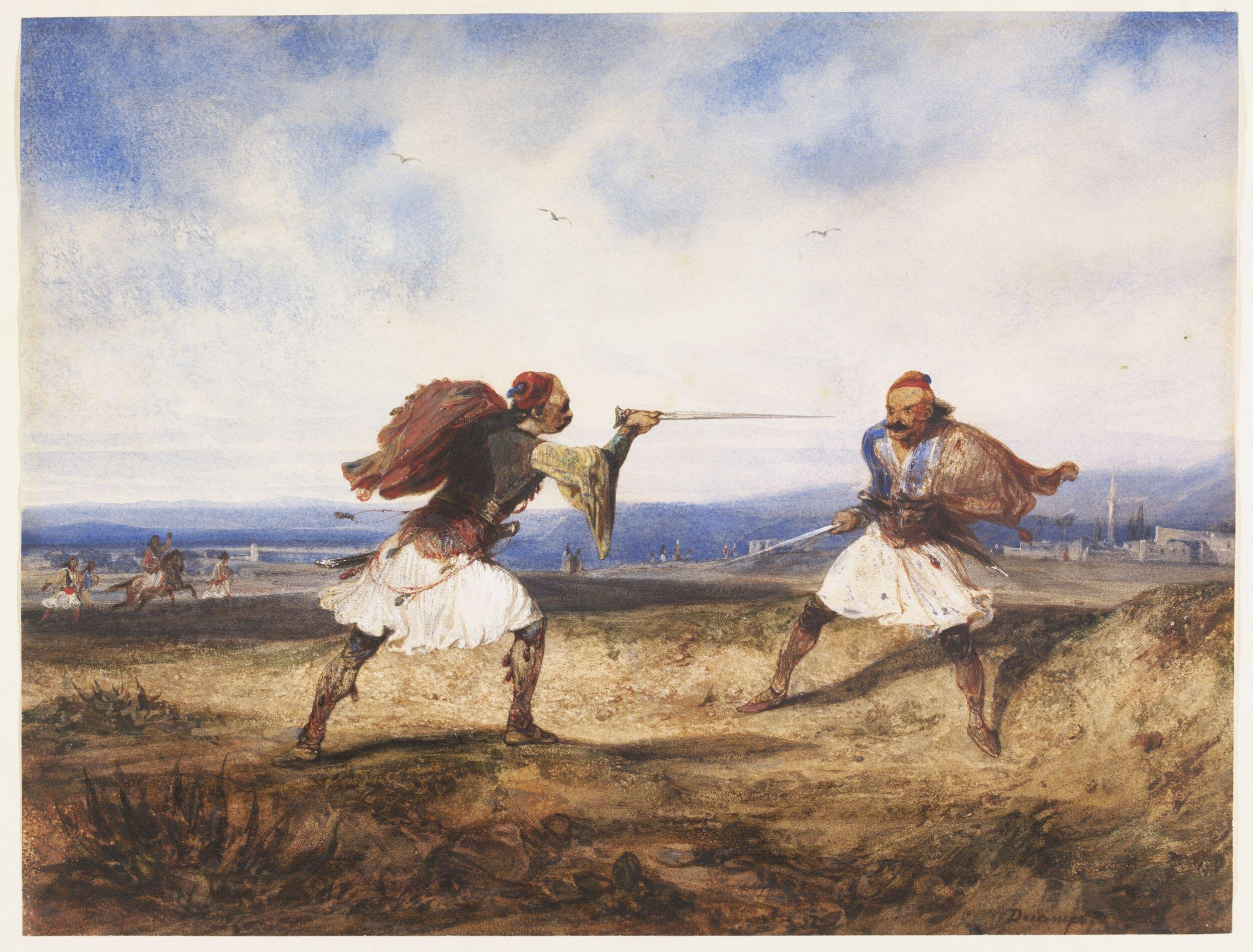
Duel albanais, 1828 Victoria and Albert Museum
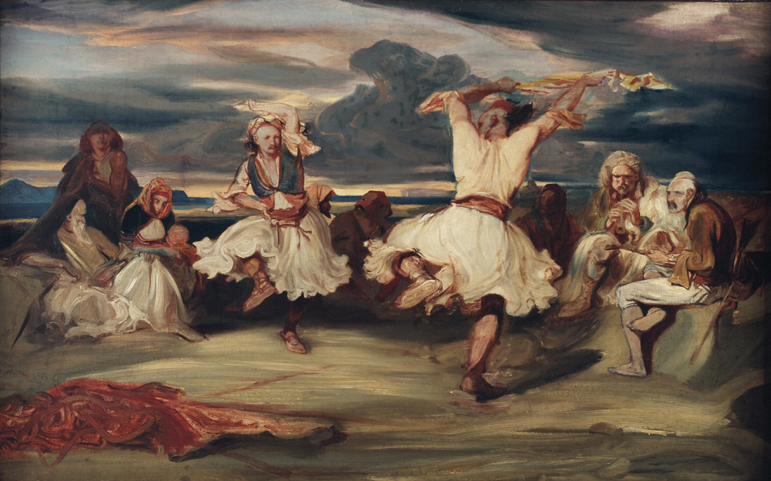
Danseurs albanais, 1835 Musée des Beaux-Arts de Brest